# デヴィッド・ロウリー (映画監督)
デヴィッド・ロウリー（David Lowery、1980年12月26日 - ）は、アメリカ合衆国の映画監督、脚本家、編集技師、映画プロデューサーである。テキサス州ダラス在住。

## 経歴
1980年12月26日、ウィスコンシン州ミルウォーキーに生まれる。
2009年、長編映画『St. Nick』を監督する。同作はサウス・バイ・サウスウェスト映画祭にてプレミア上映された。
2013年、ケイシー・アフレックとルーニー・マーラを主演に迎えた監督作品『セインツ -約束の果て-』が発表される。同作は第66回カンヌ国際映画祭の「批評家週間」部門にて特別上映された。
2016年、ファンタジー映画『ピートと秘密の友達』を監督する。

## フィルモグラフィー

### 長編映画
- Deadroom （2005年） - 共同監督・脚本・編集・製作
- St. Nick （2009年） - 監督・脚本・編集
- Sun Don't Shine （2012年） - 編集
- Upstream Color （2013年） - 編集
- Pit Stop （2013年） - 共同脚本
- セインツ -約束の果て- Ain't Them Bodies Saints （2013年） - 監督・脚本
- Listen Up Philip （2014年） - 製作
- ピートと秘密の友達 Pete's Dragon （2016年） - 監督・共同脚本
- A GHOST STORY ア・ゴースト・ストーリー （2017年） - 監督・脚本・編集
- The Yellow Birds （2017年） - 脚本
- さらば愛しきアウトロー The Old Man & the Gun （2018年） - 監督・脚本
- グリーン・ナイト The Green Knight （2021年） - 監督・脚本・編集
- ピーター・パン&ウェンディ Peter Pan & Wendy （2023年） - 監督・脚本

### 短編映画
- Lullaby （2000年） - 監督・脚本・撮影・編集・製作
- A Catalog of Anticipations （2008年） - 監督・脚本
- Pioneer （2011年） - 監督・脚本・編集

### テレビドラマ
- Rectify （2014年） - 監督
- Strange Angel （2018年） - 監督・製作総指揮